# División II de la NCAA
La Division II (o DII) de la National Collegiate Athletic Association (NCAA) es una división de nivel medio, dentro de dicha organización deportiva universitaria estadounidense. Ofrece una alternativa entre el altamente competitivo nivel deportivo que ofrece la División I, y el nivel menos competitivo y sin becas deportivas de la División III.
En Estados Unidos, el canal ESPN televisa la competición de fútbol americano mientras la CBS hace lo propio con el baloncesto.

## Miembros
La División II la conforman principalmente pequeñas universidades públicas y muchas instituciones privadas. Posee un sistema de becas deportivas, pero claramente más restrictivo que en la División I.
Conferencias dentro de la División II
- California Collegiate Athletic Association
- Central Atlantic Collegiate Conference
- Central Intercollegiate Athletic Association^
- Conference Carolinas^
- East Coast Conference
- Great Lakes Intercollegiate Athletic Conference^
- Great Lakes Valley Conference^
- Great Midwest Athletic Conference^
- Great Northwest Athletic Conference
- Gulf South Conference^
- Lone Star Conference^
- Mid-America Intercollegiate Athletics Association^
- Mountain East Conference^
- Northeast-10 Conference^
- Northern Sun Intercollegiate Conference^
- Pacific West Conference
- Peach Belt Conference
- Pennsylvania State Athletic Conference^
- Rocky Mountain Athletic Conference^
- South Atlantic Conference^
- Southern Intercollegiate Athletic Conference^
- Sunshine State Conference

^  Conferencias que ofrecen fútbol americano. La Conference Carolinas agregará fútbol americano en la temporada 2025 después de una ausencia de 50 años. 